# Alabanza
La alabanza es el producto de enunciar afirmaciones positivas sobre una persona, objeto o idea, ya sea en privado o públicamente. Una alabanza se puede contrastar, en cierto sentido, con crítica en tanto que significación alabar
' sobre algo.

## Psicología
A algunas personas las alabanzas les afectan poco o incluso nada. Por ejemplo personas con autismo o con desórdenes de personalidad esquizoide.
Algunas teorías psicológicas sostienen que dar y recibir alabanzas es benéfico para la salud psicológica y aun corporal. Las aseveraciones afirmativas para las personas de baja autoestima pueden mejorar el desempeño de sus habilidades laborales y su vida. Su carácter, su personalidad y otras manifestaciones en su vida se ven influenciadas siempre por el monto de alabanzas que reciben. Según estos psicólogos la vida de una persona tiene una de sus principales motivaciones en ganarse el mayor número de alabanzas.[cita requerida]

## Religión
Del Vocablo hebreo halal «alabar, celebrar, glorificar, cantar, alardear». El sentido de alabar es, en efecto, la acepción de la forma intensiva del verbo hebreo halal, que en su modalidad activa simple significa alardear. Este último sentido se encuentra en las formas cognadas del acádico antiguo, cuyos dialectos son las lenguas de Babilonia y de Asiria. En ugarítico, el vocablo tiene la acepción de gritos y tal vez de júbilo. Encontramos halal más de 160 veces en el Antiguo Testamento y por primera vez en Gn 12.15, en donde se indica que, debido a la gran belleza de Sara, los príncipes del faraón la alabaron (la ponderaron) delante de él. Aunque halal se usa a menudo solo para indicar la alabanza que se hace a personas, incluyendo al rey (2 Cr 23.12) o la belleza de Absalón (2 S 14.25), el término se usa mayormente para alabar a Dios. Es más, a todo ser viviente y todas las cosas creadas, incluyendo el sol y la luna, se les llaman a alabar a Dios (Sal 148.2–5, 13; 150.1). Típicamente, tal alabanza se expresa en el santuario, sobre todo durante las grandes fiestas (Is 62.9). 
El nombre hebreo para el libro de Salmos es sencillamente el equivalente del vocablo alabanzas. Tiene un sentido más apropiado que Salmos, lo cual proviene del griego y tiene que ver con cánticos acompañados por algún instrumento de cuerda. No es de extrañarse que el libro de Salmos contiene más de la mitad de los casos de halal en sus varias modalidades. A los Salmos 113—118 se les denomina tradicionalmente los Salmos Hallel, pues tienen que ver con la alabanza a Dios por la liberación de la esclavitud egipcia bajo Moisés. Por esta razón, estos salmos forman una parte importante del culto tradicional de la Pascua. No cabe duda de que se tratan de los himnos que Jesús y sus discípulos cantaron en la noche en que instituyó la Cena del Señor (Mt 26.30). De la palabra halal proviene Aleluya, una expresión hebrea de alabanza a Dios que se ha incorporado a casi todos los idiomas del mundo. El término hebreo se traduce más exactamente como Alabemos a Jah, la forma abreviada de Yahveh (Jehová). La transliteración de aleluya en griego se encuentra 4 veces en el Nuevo Testamento en forma de «Alleluia» (Ap 19.1, 3–4, 6). Sin duda, los himnos cristianos quedarían muy empobrecidos si se quitara de repente el término «Aleluya» de nuestro lenguaje de alabanza. 
Del vocablo hebreo yadah, «dar gracias, loor y alabanza». Este es un vocablo hebreo muy común a todos los períodos y un término muy importante en el lenguaje de la alabanza. Yadah se encuentra casi 120 veces en la Biblia hebraica. El primero de estos casos lo encontramos en la historia del nacimiento de Judá, el hijo de Jacob y Lea: «Concibió otra vez y dio a luz un hijo, y dijo: Esta vez alabaré a Jehová; por esto llamó su nombre Judá» (Gn 29.35). Como era de esperarse, esta palabra aparece con mayor frecuencia en el Libro de Salmos (unas 70 veces). Como expresión de gratitud o alabanza, es un elemento natural del culto ritual público, así como de la alabanza personal a Dios (Sal 30.9, 12; 35.18). Muy a menudo las alabanzas se encaminan en nombre del Señor (Sal 106.47; 122.4). Cierta variación en las traducciones puede percibirse en 1 R 8.33: «confesar» (rv, nbe, bla), alabar (bj) su nombre. 
Del vocablo Hebreo tehillah el cual se deriva del vocablo halal, «gloria; alabanza; canción de loor; acciones loables». Tehillah aparece 57 veces durante todos los períodos de la historia bíblica hebrea. Primero, el término denota una cualidad o atributo de alguna persona o cosa; significa gloria o loable. Tehillah se usa como término técnico musical para una canción que exalta o alaba a Dios: Salmo de alabanza de David (encabezamiento del Sal 145, que en hebreo es el v. 1). Tal vez Neh 11.17 se refiere a un director de coro o alguien que dirige las canciones de alabanzas: «Y Matanías … hijo de Asaf, el principal, el que empezaba las alabanzas y acción de gracias al tiempo de la oración [quien al principio dirigía la alabanza a la hora de la oración]». Por último, tehillah puede representar acciones dignas de alabanza, o acciones por las que el responsable merece alabanza y gloria. Esta acepción se encuentra en la primera vez que el vocablo aparece en la Biblia: «¿Quién como tú Jehová entre los dioses? ¿Quién como tú magnífico en santidad, temible en maravillosas hazañas [hechos loables], hacedor de prodigios?» (Éx 15.11). 
Dos nombres relacionados son mahaalal e hilluÆléÆm. Mahaalal aparece una vez (Pr 27.21) y se refiere al grado de intensidad de la alabanza o bien su ausencia. HilluÆléÆm, que aparece 2 veces, significa jubilación festiva durante la cosecha del cuarto año (Lv 19.24; Jue 9.27).
Alabanza es un acto de gratitud, en este caso desde el ser humano para Dios, por todo lo que Dios hace y ha hecho en la vida del ser humano, o para la vida del mismo (como: milagros, proezas, gloria, entre otros beneficios o hechos), todo esto en la perspectiva de que él es digno de ella (véase a modo de ejemplos los salmos 145, salmos 34, salmos 22:3). Lo contrario de gratitud en este sentido es la ingratitud que es la falta de reconocimiento de los favores recibidos.
En el contexto religioso, las alabanzas a Dios forman parte integral de la liturgia, por ejemplo en el cristianismo a Jesucristo y a Dios, o en el judaísmo sosteniendo que Dios es un ser supremo digno de alabanza, o adoración. El libro bíblico de los Salmos es una colección de himnos y poemas que en su mayoría alaban a Yaveh, o hacen reflexiones sobre la actuación de Dios en la Historia. En el cristianismo, además la palabra puede tener otro significado, ya sea describiendo a Dios o dando un testimonio sobre lo que Dios ha hecho.
Una alabanza puede ser una expresión interna o externa, la cual puede tomar diversidad de formas: canto, oración "interior" o "exterior", baile, pensamiento, y otras formas de manifestar la adoración o glorificación.
Uno de los métodos de alabanza de la Iglesia católica es la Liturgia de las horas, propia del monacato aunque desde el Concilio Vaticano II se recomienda su práctica a todos los fieles.

## Retórica
En literatura el texto de alabanza es el encomio dirigido a una persona, divinidad, lugar geográfico, animal, etc. Era uno de los más elaborados progymnasmata o ejercicios de retórica oratoria. Según el humanista Giulio Cesare Scaligero (Poetices libri septem, Lyon, 1561) debía centrarse en una persona viva o muerta, en un acontecimiento de fortuna o en un lugar concreto. Podía ser epitalámico o epitalamio (elogio de unas bodas), genetlíaco (al nacimiento de un niño), panegírico, propémptico (hacia alguien que se ausenta, deseándole pronto y feliz regreso), elegíaco (elogio de un difunto y lamento por su pérdida: elegía, epicedio, endecha o planto, treno, panegírico funerario), urbis encomion (elogio de una ciudad, especialmente la natal, de su historia, entorno natural —clima, paisaje, abundancia de frutos—, edificios y monumentos, limpieza, orden, valores, pujanza, influencia, riqueza, virtudes de sus personajes ilustres).